# Víctor Manuel Blanco
Víctor Manuel Blanco (10 de marzo de 1918 - 8 de marzo de 2011) fue un astrónomo puertorriqueño conocido por haber descubierto el cúmulo galáctico Blanco 1 en 1959. Blanco fue el segundo Director del Observatorio Interamericano del Cerro Tololo en Chile, que tenía el telescopio más grande del hemisferio sur en ese momento. En 1995 le dedicaron el telescopio de 4 metros, que pasó  a denominarse Telescopio Víctor M. Blanco, también conocido como el "Blanco 4m". 

## Primeros años
Blanco (nombre de nacimiento: Víctor Manuel Blanco Pagán) fue uno de los nueve hermanos nacidos en la ciudad de Guayama, Puerto Rico, los hijos de Felipe Blanco, un policía, y de Adelfa Pagan de Blanco, una ama de casa. Recibió su educación primaria y secundaria en su ciudad natal. Cuando era niño, a menudo se preguntaba por las estrellas y construía un telescopio para usarlo en el patio trasero de sus casa. 
Posteriormente ingresó en la Universidad de Puerto Rico para estudiar medicina, pero después de un tiempo, decidió estudiar astronomía, matriculándose en la Universidad de Chicago, pero fue reclutado en el ejército antes de terminar sus estudios en la universidad.

## Segunda Guerra Mundial
Durante la Segunda Guerra Mundial, Blanco sirvió en la Fuerza Aérea del Ejército de los Estados Unidos en el Teatro del Pacífico. Sus deberes en el ejército requerían que reparara y sintonizara detectores de radar. Esto le permitió estudiar los efectos atmosféricos en las ondas de radar. Después de ser dado de baja del ejército, se le otorgó crédito universitario por su trabajo en tiempos de guerra, y regresó brevemente a la Universidad de Chicago, donde obtuvo una licenciatura en ciencias.

## Carrera como astrónomo
Blanco fue empleado por la Universidad de Puerto Rico como profesor asistente de astrometría, hasta que fue reclutado en 1948 para ayudar a pulir, calibrar y mantener los espejos del telescopio Hale de 200 pulgadas en California. Ingresó en la Universidad de California, Berkeley, donde continuó sus estudios y obtuvo su maestría y, en 1949, su Doctorado en astronomía. En 1949, regresó a Puerto Rico y reasumió sus deberes en la Universidad de Puerto Rico.
Más adelante asumió el cargo de Director de la División de Astrometría y Astrofísica del Observatorio Naval de los Estados Unidos, organismo dedicado a recopilar una amplia gama de datos astronómicos, y sirve como la fuente oficial de tiempo para el Departamento de Defensa de los Estados Unidos y el estándar de tiempo para todo Estados Unidos. También sirvió para la UNESCO en Java, Indonesia, en un puesto de astrónomo. 

## Logros

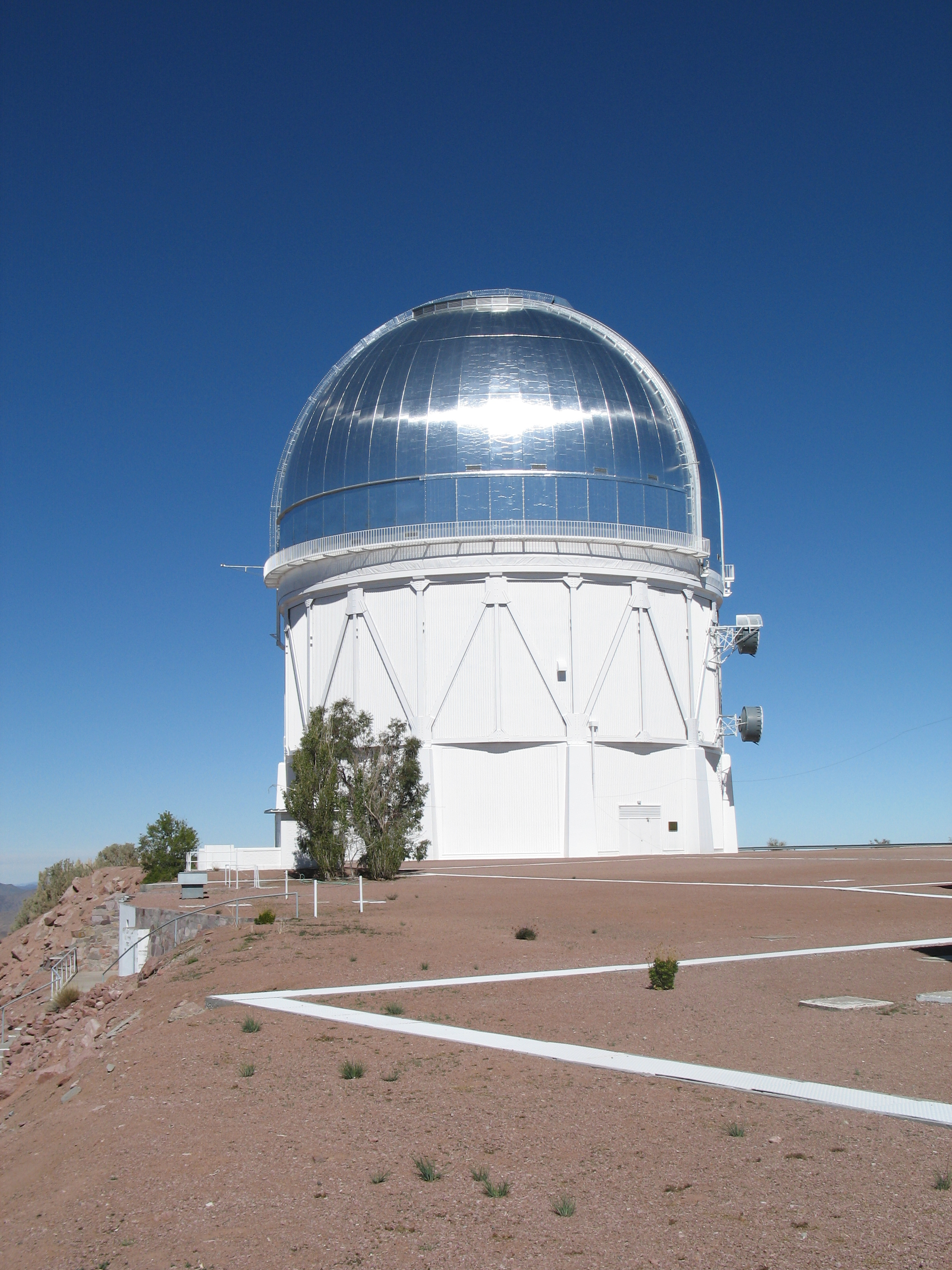
El telescopio Víctor M. Blanco, también conocido como "Blanco 4m"

En 1959, mientras trabajaba como profesor de astrofísica en el Instituto de Tecnología Case  (denominado Universidad Case de la Reserva Occidental en 1967) en Cleveland, Ohio, Blanco descubrió un cúmulo abierto centrado en la estrella azul Zeta Sculptoris, denominado Blanco 1 en su honor. De acuerdo con The Monthly Notices of the Royal Astronomical Society, Blanco 1 exhibe relaciones subsolares que no se observan entre las estrellas de campo cercanas. Junto con su esposa Betty, Blanco y Martin McCarthy realizaron una investigación pionera sobre la población estelar en las regiones centrales de nuestra galaxia y en las Nubes de Magallanes. Descubrieron el cambio en la relación de estrellas de carbono a estrellas de tipo M a partir del bulbo nuclear de nuestra galaxia, en relación tanto con las Grandes Nubes de Magallanes como con las Pequeñas Nubes de Magallanes. 
En julio de 1967, Blanco se convirtió en el segundo director del Observatorio Interamericano del Cerro Tololo (CTIO). Ubicado en la montaña Cerro Tololo, Chile y fundado en 1963, forma parte del Observatorio Nacional de Astronomía Óptica (EE. UU.) Conocido como "NOAO". Blanco reunió al personal científico, de ingeniería y técnico desde cero. 
Cuando Blanco llegó al CTIO, tan solo había un telescopio de 60 pulgadas en funcionamiento. Durante su mandato, el Curtis Schmidt de 0.6 m de la Universidad de Míchigan se mudó allí en 1967, se instaló un reflector de 0.9 m en 1967 y un reflector de 1.5 m en 1968, y más adelante se instaló el reflector de 1 m de la Universidad de Yale en 1973.
Además de estas instalaciones universitarias, jugó un papel central en persuadir a varias agencias para que participaran en la construcción de un telescopio de cuatro metros. Durante su construcción, Blanco supervisó personalmente la alineación y la calibración del telescopio. El telescopio, que es el gemelo sur del instrumento de cuatro metros del Observatorio Nacional de Kitt Peak, se inauguró en 1974. Este telescopio de cuatro metros (también conocido como "4-m") se convirtió en el telescopio más productivo del hemisferio sur. 
Como director de CTIO, también mantuvo excelentes relaciones con la comunidad astronómica chilena y el público chileno en general. Su mandato abarcó las presidencias de Eduardo Frei Montalva, Salvador Allende y Augusto Pinochet. Blanco fue director de CTIO hasta 1981, cuando fue sucedido por Osmer.

## Reconocimientos
El 8 de septiembre de 1995, en una ceremonia muy concurrida en la cima de la montaña, el telescopio CTIO de 4 m recibió el nombre oficial de Telescopio Víctor M. Blanco, también conocido como "El Blanco 4m". Entre sus muchos usos, este telescopio se utiliza para estudiar la aceleración cósmica, la posibilidad de que nuestro universo se esté expandiendo a un ritmo acelerado. En la entrada principal del edificio se lee una gran placa de bronce,  tanto en español como en inglés (ver recuadro adjunto) . 
El asteroide 9550 Victorblanco, descubierto por el astrónomo estadounidense Edward Bowell en la estación Anderson Mesa en Arizona en 1985, fue nombrado en su honor. La cita oficial de nombres fue publicada por el Minor Planet Center el 9 de marzo de 2001 (M.P.C. 42359)."MPC/MPO/MPS Archive". Minor Planet Center. Retrieved 10 August 2018.</ref> Este asteroide del cinturón principal mide aproximadamente 12 kilómetros de diámetro y pertenece a la población de fondo del cinturón principal.

## Obras escritas y membresías académicas
Blanco fue coautor de muchos artículos en astrofísica, que incluyen: 
- Telescopes, Red Stars, and Chilean Skies, Annual Review of Astronomy and Astrophysics, Vol. 39: 1-18 (Volume publication date September 2001).
- Carbon stars, Revista Mexicana de Astronomia y Astrofisica (ISSN 0185-1101), vol. 19, Dec. 1989, p. 25-37.
- Late type giants in Large Magellanic Cloud, Nature 258, 407 - 408 (4 de diciembre de 1975); doi 10.1038/258407a0.
- Basic Physics of the Solar System, V. M. Blanco and S. W. McCuskey. Addison-Wesley, Reading, Mass., 1961. xii + 307 pp.

Fue miembro de la Unión Astronómica Internacional en las siguientes divisiones:
- División IX Comisión 25 Fotometría estelar y polarimetría
- División VII Comisión 33 Estructura y Dinámica del Sistema Galáctico
- División IV Comisión 45 Clasificación estelar
- División XII Comisión 50 Protección de los sitios de observatorio existentes y potenciales
- División IV Estrellas
- División VII Sistema Galáctico
- División IX Técnicas ópticas e infrarrojas
- División XII Actividades de toda la Unión

## Muerte
Blanco murió el 8 de marzo de 2011 en el Indian River Medical Center en Vero Beach, Florida. Le sobrevivieron su esposa durante 42 años, Betty Blanco; un hijo, Daniel Blanco; un hijastro, David Mintz; y una hijastra, Elizabeth Vitell.